# Europäische Menschenrechtskonvention

Unterzeichner der EMRK (Stand März 2022)

Die Konvention zum Schutze der Menschenrechte und Grundfreiheiten ist ein völkerrechtlicher Vertrag zwischen den Mitgliedern des Europarats, der einen Katalog von Grundrechten und Menschenrechten (Konvention Nr. 005 des Europarats) enthält. Über seine Einhaltung wacht der Europäische Gerichtshof für Menschenrechte (EGMR) in Straßburg. Alle 46 Mitgliedstaaten des Europarates, einschließlich der 27 Mitgliedstaaten der Europäischen Union, sind Vertragsstaaten der Europäischen Menschenrechtskonvention.

## Inkrafttreten und Ratifikation
Die Konvention mit der SEV-Nr. 003 wurde im Rahmen des Europarats ausgearbeitet, am 4. November 1950 in Rom unterzeichnet und trat am 3. September 1953 allgemein in Kraft. Völkerrechtlich verbindlich ist allein ihre englische und französische Sprachfassung, nicht hingegen die zwischen Deutschland, Österreich, Liechtenstein und der Schweiz vereinbarte gemeinsame deutschsprachige Fassung.
Als so genannte geschlossene Konvention kann sie nur von Mitgliedern des Europarats – sowie von der Europäischen Union – unterzeichnet werden. Die Bereitschaft zur Unterzeichnung und Ratifikation der EMRK hat sich im Laufe der Zeit zu einer festen Beitrittsbedingung für Staaten entwickelt, die dem Europarat angehören möchten. Daher haben alle Mitgliedstaaten des Europarats die Konvention unterzeichnet und ihr innerstaatliche Geltung verschafft.

## Struktur und Inhalt

### Gliederung
Die Konvention ist in drei Abschnitte gegliedert, die wiederum in Artikel untergliedert sind.
Der I. Abschnitt „Rechte und Freiheiten“ (Art. 2–18) enthält die einzelnen, durch die Konvention geschützten Menschenrechte. Darunter befinden sich grundsätzlich die klassischen Freiheitsrechte, sie wurden aber nicht nach theoretischen Gesichtspunkten, sondern nach praktischen Überlegungen gewählt. Dies spiegelt auch die Tatsache wider, dass neben den klassischen Freiheitsrechten auch teilweise wirtschaftliche, kulturelle und politische Rechte in der Konvention bzw. in den sie ergänzenden Protokollen ihren Niederschlag gefunden haben. Andererseits fehlen aber auch Freiheitsrechte, wie z. B. die Berufsfreiheit, die in den Verfassungen vieler europäischer Staaten verbürgt ist.
Der II. Abschnitt „Europäischer Gerichtshof für Menschenrechte“ (Art. 19–51), enthält die Regelungen über die Zusammensetzung und Befugnisse des Gerichtshofs.
Der III. Abschnitt enthält „Verschiedene Bestimmungen“ (Art. 52–59). Nach Art. 53 ist die Konvention nicht so auszulegen, als beschränke oder beeinträchtige sie Menschenrechte und Grundfreiheiten, die in den Gesetzen einer der Vertragsparteien oder in einer anderen Übereinkunft, deren Vertragspartei sie ist, anerkannt werden. Die EMRK gibt damit lediglich einen Mindeststandard des Menschenrechtsschutzes vor, der von Vertragsstaaten erweitert werden darf.

### Rechte und Freiheiten

#### Artikel 1 – Verpflichtung zur Achtung der Menschenrechte
Art. 1 verpflichtet alle Vertragsstaaten der Konvention, den ihrer Hoheitsgewalt unterstehenden Personen die in Abschnitt I der Konvention gewährten Rechte und Freiheiten zu gewähren. Die Verantwortung des jeweiligen Staates ist demnach nicht auf sein Staatsgebiet beschränkt. Des Weiteren kommt es grundsätzlich nicht darauf an, ob die betreffende Person Staatsangehöriger des betreffenden Staates ist oder nicht. Die Verpflichtung nach Artikel 1 richtet sich an alle staatlichen Institutionen, also neben der Exekutive auch an die Gesetzgebung und die Rechtsprechung.

#### Artikel 2 – Recht auf Leben
Art. 2 sichert das Recht jedes Menschen auf Leben und verbietet die absichtliche Tötung. Zwar erlaubt er die Vollstreckung einer gerichtlichen Todesstrafe, durch das 6. bzw. 13. Protokoll zur EMRK hat diese Einschränkung aber kaum noch Bedeutung. Unter bestimmten Bedingungen (z. B. bei Nothilfe, Festnahmen oder der rechtmäßigen Niederschlagung eines Aufstands) ist jedoch nach Art. 2 Abs. 2 auch eine tödliche Gewaltanwendung erlaubt.
Nach der Rechtsprechung des EGMR verpflichtet Art. 2 den Staat, wirksame amtliche Ermittlungen anzustellen, wenn ein Mensch durch Gewalteinwirkung insbesondere durch Vertreter des Staates oder auch sonst zu Tode gekommen ist.

#### Artikel 3 – Verbot der Folter
Art. 3 enthält eines der Kerngrundrechte der Konvention. Nach dieser Vorschrift darf niemand der Folter oder unmenschlicher oder erniedrigender Strafe oder Behandlung unterworfen werden. Die Verbote nach Art. 3 sind nach Art. 15 der Konvention notstandsfest. Das bedeutet, selbst im Falle einer Bedrohung für das Leben der Nation durch einen Krieg oder einen anderen öffentlichen Notstand gilt das Verbot.

#### Artikel 4 – Verbot der Sklaverei und der Zwangsarbeit
Art. 4 verbietet es, eine Person in Sklaverei oder Leibeigenschaft zu halten (Abs. 1). Weiterhin verbietet dieser Artikel Zwangs- oder Pflichtarbeit (Abs. 2). Nicht als Zwangs- oder Pflichtarbeit nach diesem Artikel zählen allerdings z. B. Arbeitspflichten im Strafvollzug, im Wehr- und Wehrersatzdienst oder bei Katastrophenfällen.

#### Artikel 5 – Recht auf Freiheit und Sicherheit
Art. 5 gewährleistet das Recht auf Freiheit und Sicherheit. Er enthält in Abs. 1 einen abschließenden Katalog von Umständen, unter denen einer Person auf gesetzlicher Grundlage die Freiheit entzogen werden darf (z. B. nach Verurteilung zu einer Freiheitsstrafe, in Fällen der vorläufigen Festnahme bzw. bei psychisch Kranken, Rauschgiftsüchtigen oder auch Landstreichern). In den Absätzen 2–5 dieses Artikels sind die entsprechenden Rechte solcher Personen geregelt. Hierzu gehören die Information festgenommener Personen über die Gründe für die Festnahme und die Beschuldigungen und das Recht, unverzüglich einem Richter vorgeführt zu werden. Weiterhin gehört hierzu das Recht, die Freiheitsentziehung durch einen Richter prüfen zu lassen und das Recht auf Schadensersatz bei unrechtmäßigen Freiheitsentziehungen.

#### Artikel 6 – Recht auf ein faires Verfahren
Art. 6 enthält das Recht auf ein faires Verfahren und ist das für die Rechtsprechung des EGMR bedeutsamste Grundrecht. Die übergroße Zahl der Verfahren vor dem Gerichtshof betrifft dieses Recht. Art. 6 Abs. 1 EMRK enthält in bestimmten dort genannten Fällen unter anderem den Anspruch auf eine öffentliche und damit mündliche Gerichtsverhandlung. Diese ist zumindest zu irgendeinem Zeitpunkt im Laufe des Gerichtsverfahrens durchzuführen. Umfasst das Gerichtsverfahren nur eine einzige Instanz, ist die mündliche öffentliche Verhandlung also in dieser Instanz durchzuführen. Art. 6 EMRK gewährleistet außerdem den Grundsatz der Waffengleichheit, einen Anspruch auf rechtliches Gehör, das Recht auf Begründung von Entscheidungen sowie das Recht auf Akteneinsicht. Außerdem verlangt Art. 6 EMRK einen individuellen Zugang zu staatlichen Gerichtsverfahren, unabhängig von der persönlichen finanziellen Leistungsfähigkeit.
Die mündliche Verhandlung ist vor einem unabhängigen und unparteiischen, auf einem Gesetz beruhenden Gericht durchzuführen. Das setzt die funktionelle (im Gegensatz zur organisatorischen oder institutionellen) Unabhängigkeit von Staatsanwalt und Richter voraus (Anklagegrundsatz). Weiterhin verlangt er, dass Gerichtsverfahren innerhalb angemessener Fristen abgeschlossen werden. Abs. 2 dieses Artikels enthält das Recht auf die Unschuldsvermutung. Das bedeutet, dass jede angeklagte Person so lange als unschuldig zu gelten hat, bis ihre Schuld auf einem gesetzlichen Weg bewiesen ist. In Abs. 3 sind verschiedene Einzelrechte der angeklagten Personen verbürgt, u. a. das Recht auf Information über die Beschuldigung, das Recht auf Verteidigung, das Konfrontationsrecht und das Recht auf einen Dolmetscher.

#### Artikel 7 – Keine Strafe ohne Gesetz
Art. 7 Abs. 1 enthält den Grundsatz nullum crimen, nulla poena sine lege und verlangt, dass nur das Gesetz einen Straftatbestand vorsehen und eine Strafe androhen darf. Dabei hat die Straftat klar umrissen zu sein. Aus dem in Art. 7 EMRK statuierten strafrechtlichen Gesetzlichkeitsprinzip lassen sich drei spezifische Gewährleistungen unterscheiden: das Bestimmtheitsgebot (lex certa) einschließlich der Vorhersehbarkeit und Zugänglichkeit, das Verbot ausdehnender – analoger – Auslegung (lex stricta) und das Rückwirkungsverbot (lex praevia) einschließlich des Verbots rückwirkender Strafverschärfung. Er verbietet es, jemanden zu bestrafen, wenn die Handlung oder Unterlassung zum Zeitpunkt ihrer Begehung nicht strafbar war. Auch eine rückwirkende Verschärfung der Strafe untersagt diese Vorschrift.

#### Artikel 8 – Recht auf Achtung des Privat- und Familienlebens
Unter Art. 8 lassen sich der Schutz von vier Rechten – das Privat- und Familienleben, das Recht auf Wohnung und der Schutz der Korrespondenz – zusammenfassen. Der Schutz des Privatlebens umfasst mehrere Teilaspekte, wobei die Autonomie des Menschen und ein Recht auf Selbstbestimmung im Zentrum der Garantie stehen. Geschützt werden ein Recht auf Identität und Entwicklung der Person, die Möglichkeit, Beziehungen zu anderen Menschen aufzunehmen sowie auch berufliche Aktivitäten. Nicht nur der Name, die geschlechtliche Ausrichtung, das Sexualleben und die Identifizierung mit dem Geschlecht, sondern auch die körperliche Integrität und die geistige Gesundheit sind in diesem Zusammenhang wesentliche Elemente. Art. 8 EMRK schützt die Integrität der familiären Beziehungen, die Privatheit und erstreckt sich auch auf die Entscheidung darüber, wie man im öffentlichen Raum auftreten will (Schutz des guten Rufs und der Ehre, Recht auf einen Namen, Recht am eigenen Bild) sowie auf einzelne Aspekte der äußeren Lebensführung (Wahl der Kleidung, mit Einschränkungen; Berufstätigkeit). Unter Art. 8 EMRK wird auch das Familienleben (bestehende Familie) geschützt und verleiht das Recht, die familiäre Beziehung ungestört und ohne ungerechtfertigte, insbesondere willkürliche Eingriffe führen zu können. Im Weiteren schützt Art. 8 EMRK das Recht auf Wohnung. Schließlich gewährt er den Schutz der Korrespondenz (Brief- und Telekommunikationsgeheimnis).
„Die gleichgeschlechtliche Lebensgemeinschaft fällt in den Schutzbereich des Art. 8 Abs. 1 EMRK hinsichtlich des Anspruchs auf Achtung des Privatlebens.“

#### Artikel 9 – Gedanken-, Gewissens- und Religionsfreiheit
Art. 9 enthält die Menschenrechte der Gedankenfreiheit, der Gewissensfreiheit und der Religionsfreiheit.

#### Artikel 10 – Freiheit der Meinungsäußerung
Art. 10 enthält das Recht auf freie Meinungsäußerung. Des Weiteren gewährleistet er die Informationsfreiheit, die Pressefreiheit und die Rundfunkfreiheit.

#### Artikel 11 – Versammlungs- und Vereinigungsfreiheit
Art. 11 enthält das Menschenrecht auf Versammlungsfreiheit. Des Weiteren gewährleistet er die Vereinigungsfreiheit, d. h. z. B. das Recht eine Gewerkschaft zu gründen und ihr anzugehören.

#### Artikel 12 – Recht auf Eheschließung
Art. 12 gewährleistet das Recht eine Ehe einzugehen und eine Familie zu gründen.

#### Artikel 13 – Recht auf wirksame Beschwerde
Art. 13 verpflichtet die Mitgliedstaaten der Konvention, eine wirksame Beschwerdemöglichkeit im Falle von Verletzungen der Konventionsrechte im innerstaatlichen Recht vorzusehen. Der Gerichtshof konstatierte, dass bei überlanger Verfahrensdauer in Zivilverfahren die Verfassungsbeschwerde zum Bundesverfassungsgericht nicht als wirksame Beschwerdemöglichkeit im Sinne des Art. 13 EMRK angesehen werden könne.

#### Artikel 14 – Diskriminierungsverbot
Art. 14 verlangt von den Mitgliedstaaten, dass diese sicherstellen, dass jeder die Rechte der Menschenrechtskonvention ohne Diskriminierung wahrnehmen kann. Der Artikel benennt nicht abschließend solche Gründe, u. a. Geschlecht, Rasse (Ethnie), Hautfarbe, Sprache und Religion. Die Vorschrift verbietet aber eine Diskriminierung im Hinblick auf ein bestimmtes Konventionsrecht, weshalb man auch von der Akzessorietät des Diskriminierungsverbots spricht. Ein allgemeines Diskriminierungsverbot enthält hingegen das 12. Protokoll zur EMRK. Dieses ist aber von Deutschland, Liechtenstein und Österreich bisher nicht ratifiziert, die Schweiz hat es nicht unterzeichnet.

„Ebenso wie Unterschiede, die sich auf das Geschlecht gründen, verlangen Unterschiede, welche sich auf die sexuelle Orientierung gründen, nach besonders wichtigen Gründen für ihre Rechtfertigung.“

Die EMRK enthält kein Recht auf Asyl und schützt auch nicht vor sexueller Diskriminierung, wobei ihr Katalog in Art. 14 nicht erschöpfend ist. Es heißt dazu:

„Die sexuelle Orientierung fällt unter das Diskriminierungsverbot des Art. 14 EMRK. Die Aufzählung in Art. 14 EMRK hat nur Beispielcharakter und ist nicht erschöpfend, wie das Adverb ‚insbesondere‘ im Text des Artikels ausweist.
Zur Anwendbarkeit des Art. 14 EMRK genügt es, dass die Tatsachen des Rechtsstreits sich in der Anwendungssphäre einer Konventionsgarantie befinden.“

#### Artikel 15 – Abweichen im Notstandsfall
Art. 15 erlaubt es den Mitgliedstaaten, von den in der Konvention genannten Rechten abzuweichen, wenn „das Leben der Nation“ durch Krieg oder einen anderen öffentlichen Notstand bedroht ist. Von Artikel 2 darf jedoch nur bei Todesfällen infolge rechtmäßiger Kriegshandlungen abgewichen werden. Von Artikel 3 (Folter- und Misshandlungsverbot), Artikel 4 Abs. 1 (Verbot der Sklaverei und Leibeigenschaft) und Artikel 7 (Rückwirkungsverbot) darf in keinem Fall abgewichen werden.

### Europäischer Gerichtshof für Menschenrechte

#### Auslegung der Konventionsrechte
Die Auslegung der einzelnen Konventionsrechte erfolgt gem. Art. 32 EMRK durch den Europäischen Gerichtshof für Menschenrechte (EGMR) mit Sitz in Straßburg. Als Basis für die Auslegung dienen die beiden offiziellen Sprachfassungen, d. h. die englische und französische. Die Auslegung erfolgt dabei unabhängig vom innerstaatlichen Recht (autonom). So hat der Gerichtshof z. B. deutsche Ordnungswidrigkeiten dem Strafrecht zugerechnet, obwohl der deutsche Gesetzgeber diese gerade aus dem Strafrecht herausnehmen wollte.
Da der EGMR die EMRK als „living instrument“ (lebendiges Instrument) betrachtet, werden EMRK-Bestimmungen auf Grundlage aktueller sozialer und wirtschaftlicher Bedingungen ausgelegt – nicht zu jenen während der Entstehung dieser Vorschrift (vgl. z. B. im Gegensatz Originalismus). Der Menschenrechtsschutz einer EMRK-Bestimmung kann sich damit im Laufe der Zeit verändern. So spricht Art. 6 Abs. 3 EMRK beispielsweise von den Rechten der „angeklagten Person“ (englisch „charged with a criminal offence“ bzw. französisch „accusé“). Heutzutage versteht der EGMR diesen Begriff viel weiter als nur das Verfahren vor Gericht umfassend (vgl. Anklage). Demnach können in Art. 6 Abs. 3 EMRK verbürgte Rechte auch bereits im Zeitpunkt des polizeilichen Ermittlungsverfahrens greifen, obwohl noch kein gerichtliches Verfahren eingeleitet ist.
Nach ständiger Rechtsprechung des EGMR ist es das Ziel der Konvention, nicht theoretische Rechte zu gewähren, sondern praktische und effektive. Daher legt der EGMR die Konvention so aus, dass die Konventionsrechte auch wirksam sind. So liegt laut dem EGMR eine Enteignung im Sinne des Art. 1 des Zusatzprotokolls (1. Protokoll) auch dann vor, wenn der Eigentümer nicht formell enteignet wurde, er aber Eigentum faktisch nicht nutzen kann, weil z. B. das Militär sein Grundstück besetzte. Ebenso liegt eine Verletzung des Rechts auf Eigentum vor, wenn ein Gericht eines Staates das Recht (auch unmittelbar anwendbares Unionsrecht) offenkundig rechtlich falsch beurteilt. Ebenso liegt eine Verletzung des Rechts auf Eigentum vor, wenn ein Gericht eines Staates das Recht (auch unmittelbar anwendbares Unionsrecht) offenkundig rechtlich falsch beurteilt.

#### Zuständigkeit und Verfahren
Gem. Art. 25 lit. d EMRK hat das Plenum des Gerichtshofs eine Verfahrensordnung beschlossen für die Angelegenheiten, mit denen der Gerichtshof gem. Art. 32 EMRK befasst werden kann.
Seit 1998 kann jeder Einzelne sich gegen eine Verletzung seiner Konventionsrechte unmittelbar mit einer Beschwerde an den Gerichtshof wenden (Individualbeschwerde gem. Art. 34 EMRK – Individual applications). Zuvor war dieses Recht an die Anerkennung der Jurisdiktion der Europäischen Kommission für Menschenrechte und des europäischen nicht ständigen Gerichtshofs für Menschenrechte geknüpft. Daneben können auch die einzelnen Mitgliedstaaten wegen einer Verletzung der Konvention durch einen anderen Mitgliedstaat den Gerichtshof anrufen (Staatenbeschwerde gem. Art. 33 EMRK – Inter-State cases).
Ein derartiges Rechtsschutzsystem ist für internationale Menschenrechtskonventionen außergewöhnlich, es ist eines der höchstentwickelten Rechtsschutzsysteme im völkerrechtlichen Menschenrechtsschutz.
Ein weiteres Verfahren vor dem EGMR ist das Gutachtenverfahren (Art. 47 EMRK), wonach das Ministerkomitee des Europarates beim Gerichtshof ein Gutachten zur Auslegung der Konvention und ihrer Protokolle beantragen kann. Seit Inkrafttreten des Protokolls Nr. 16 (SEV Nr. 214) am 1. August 2018 können die von den dem Protokoll beigetretenen Mitgliedstaaten bezeichneten Gerichte den EGMR um Gutachten zur Auslegung oder Anwendung der in der EMRK enthaltenen Rechte bitten.
In Art. 46 Abs. 1 EMRK verpflichten sich „die Hohen Vertragsparteien, in allen Rechtssachen, in denen sie Partei sind, das endgültige Urteil des Gerichtshofs zu befolgen.“ Dazu müssen die Parteien alle notwendigen Maßnahmen ergreifen, um das Urteil umzusetzen, insbesondere das nationale Recht den Vorschriften der EMRK in der Auslegung durch den EGMR anpassen. Das Ministerkomitee überwacht den Vollzug der Urteile (Art. 46 Abs. 2–5 EMRK). Der Generalsekretär kann die Parteien ersuchen, Erklärungen über die Art und Weise abzugeben, in der ihr innerstaatliches Recht die effektive Umsetzung der Konvention sicherstellt.

## Stellung und Rang im nationalen Recht
Der Rang der EMRK in den Rechtsordnungen der Vertragsstaaten wird nicht von der EMRK selbst geregelt, die als klassischer völkerrechtlicher Vertrag die innerstaatliche Durchsetzung ihrer Bestimmungen den Vertragsstaaten überlässt. Weder die innerstaatliche Geltung noch der innerstaatliche Vorrang der EMRK gegenüber dem nationalen Recht sind Regelungsinhalt der EMRK. Dementsprechend verschieden sind die verfassungsrechtlichen Vorgaben.
Sämtliche Unterzeichnerstaaten haben sich demgemäß der Rechtsprechung des Gerichtshofs unterworfen. Der Gerichtshof kann Restitutionen in Form von Entschädigungszahlungen gegen den handelnden Staat verhängen (vgl. Art. 41 EMRK), wenn er die Konvention verletzt. Obwohl die Entscheidungen des EGMR auf völkerrechtlicher Ebene verbindlich sind, variiert im Hinblick auf das dualistische System auch ihre Bindungswirkung innerhalb der Rechtsordnungen der einzelnen Konventionsstaaten.

### Mitgliedstaaten der Europäischen Union

#### Deutschland
In Deutschland steht die EMRK im Rang unter dem Grundgesetz auf Ebene des einfachen Bundesgesetzes (vgl. Art. 59 Abs. 2 S. 1 GG). Damit geht sie zwar landesgesetzlichen Bestimmungen vor, ist im Vergleich mit bundesgesetzlichen gleichartigen Regelungen allerdings dem „lex posterior“-Grundsatz unterworfen, könnte also unter Umständen hinter neueren gesetzlichen Regelungen zurücktreten. Da jedoch die Grundrechtsgewährleistung der EMRK weitgehend der des Grundgesetzes entspricht, hat das Bundesverfassungsgericht 1987 ausgeführt, dass andere gesetzliche Bestimmungen der Bundesrepublik (wie beispielsweise die Strafprozessordnung) im Lichte der EMRK auszulegen seien. Dieser Auffassung folgen auch die oberen Bundesgerichte. Damit kommt de facto der EMRK im deutschen Recht zwar kein verfassungsrechtlicher, aber doch ein übergesetzlicher Rang zu. Das BVerfG befasste sich aufgrund des Vorlagebeschlusses des Bundesfinanzhofs (zum sogenannten „treaty override“) mit der Frage, ob Völkerrecht – wie die EMRK – wegen des Rechtsstaatsprinzips dem Gesetzesrecht vorgehe, d. h. ob der treaty override durch den Gesetzgeber verboten sei. Das BVerfG wies diese Argumentation zurück. Das Bundesverwaltungsgericht wies die Konfliktlösung zwischen der EMRK und entgegenstehendem einfachen deutschen Recht allein dem Gesetzgeber zu, ohne wie der Bundesfinanzhof eine Vorlage an das BVerfG zu erwägen.
Der Europarat überwacht die nationale Umsetzung der Urteile des EGMR zu Menschenrechtsverletzungen. In der aktuellen Liste der zu überwachenden Urteile u. a. zu Deutschland sind mit Stand Januar 2025 insgesamt 10 Verfahren noch nicht in Deutschland umgesetzt. Deutschland wurde laut Aussage der Bundesverfassungsrichterin Gertrude Lübbe-Wolff im Humboldt Forum Recht bis Juli 2006 insgesamt 62 Mal wegen begangener Menschenrechtsverletzungen verurteilt.
Nach der Rechtsprechung des Bundesverfassungsgerichts vom 14. Oktober 2004 im Fall Görgülü sind alle staatlichen Organe der Bundesrepublik Deutschland an die Konvention und die für Deutschland in Kraft getretenen Zusatzprotokolle im Rahmen ihrer Zuständigkeit kraft Gesetzes gebunden. Ist eine konventionskonforme Auslegung des deutschen Rechts möglich, so geht diese vor. Will ein deutsches Gericht anders als der EGMR entscheiden, muss es dies ausführlich begründen und sich mit der Rechtsprechung des EGMR eingehend auseinandersetzen.
Hat der EGMR einen Menschenrechtsverstoß durch die Bundesrepublik Deutschland festgestellt, wird dadurch die Rechtskraft von Entscheidungen (z. B. ein Urteil) nicht beseitigt; die Entscheidung wird also nicht aufgehoben. Kann aber die Entscheidung des EGMR in einem Gerichtsverfahren noch berücksichtigt werden, so muss dies grundsätzlich erfolgen. Das bedeutet: Der Menschenrechtsverstoß ist durch eine gerichtliche Entscheidung zu beseitigen. Dabei ist jedoch eine „schematische Vollstreckung“ nicht gefordert, eine solche kann sogar verfassungswidrig sein. Beachtet beispielsweise das zuständige Fachgericht in einem Zivilverfahren nicht die Interessen der am Straßburger Verfahren nicht beteiligten Prozesspartei, so kann dies einen Verstoß gegen Grundrechte in Verbindung mit dem Rechtsstaatsprinzip darstellen. Im Fall Görgülü, einem Streit um das Umgangsrecht mit einem Kind, mussten daher auch die Interessen des Kindes und der Pflegefamilie berücksichtigt werden, die nicht in Straßburg eine Beschwerde geführt hatten.
Durch die Föderalismusreform gewährt das Grundgesetz den Ländern teilweise mehr Freiheiten in der Gestaltung ihrer Gesetze und Verordnungen, zu nennen wären nach Art. 72 und Art. 74 GG das Strafvollzugsgesetz als auch das Schul- und Beamtenrecht. In diesen Bereichen ist in erster Linie die Legislative des jeweiligen Landes zuständig. Zum Beispiel ist das Recht auf Meinungsfreiheit an staatlichen Schulen durch die in der Verfassung einiger Bundesländer verankerte EMRK gegeben, kann aber u. U. eingeschränkt werden, wenn Gruppen ihres „guten Rufes“ nach Art. 10 EMRK im Sinne und in Verbindung mit Art. 14 EMRK diskriminiert und beraubt werden. Diese Ansichten sind aber auch schon indirekt durch Art. 25 GG verwirklicht. In Verbindung mit Art. 8 EMRK lassen sie so beispielsweise im Landesrecht verpflichtende und insbesondere neutrale Berichterstattung über die Homosexualität einfordern, d. h. an Schulen in Brandenburg darf nicht in herabsetzender Weise über gleichgeschlechtliche Partnerschaften gelehrt werden, dieses hat Landesverfassungsrang.

#### Österreich
In Österreich, das der EMRK 1958 beitrat, war deren Rang im Verhältnis zum nationalen Recht zunächst strittig. Im Jahr 1964 wurde die EMRK mit dem Bundesverfassungsgesetz BGBl. Nr. 59/1964 rückwirkend in den Verfassungsrang gehoben, so dass der Verfassungsgerichtshof (VfGH) die EMRK ebenso wie „nationale“ Grundrechtskataloge, beispielsweise etwa die Grundrechte des im Verfassungsrang befindlichen Staatsgrundgesetzes von 1867, anzuwenden hat.
Da das österreichische Bundes-Verfassungsgesetz keinen eigenen Grundrechtekatalog kennt, stellt die Europäische Menschenrechtskonvention gemeinsam mit dem Staatsgrundgesetz über die allgemeinen Rechte der Staatsbürger und nach jüngerer Entwicklung der Charta der Grundrechte der Europäischen Union den Kern der österreichischen Grundrechtsgesetzgebung dar. Da die Europäische Menschenrechtskonvention im Verfassungsrang steht, können Eingriffe in die durch die Europäische Menschenrechtskonvention garantierten Rechte in derselben Weise gerügt werden wie Eingriffe in andere verfassungsmäßig gewährleistete Rechte. Entsprechend befasst sich der VfGH auch mit Asylverfahren, vor allem im Kontext von Rechten nach Art. 3 und 8 EMRK.
Das Bundeskanzleramt veröffentlicht auf seiner Homepage zumindest einmal im Jahr ein Rundschreiben über Österreich betreffende EGMR-Urteile.

#### Niederlande
Das niederländische Recht räumt der Vorrang vor dem Verfassungsrecht ein.

#### Tschechien
Nach Art. 10 der Verfassung der Tschechischen Republik haben die ratifizierten Konventionen zum Schutze der Menschenrechte Vorrang vor der nationalen Gesetzgebung. Ratifizierte internationale Abkommen sind für die Tschechische Republik bindend und sind Bestandteil der Rechtsordnung. Falls das internationale Abkommen etwas anderes als das Gesetz bestimmt, so hat das internationale Abkommen Vorrang.

#### Kroatien
Nach Art. 140 der Verfassung Kroatiens sind die internationalen Verträge Teil der inneren Rechtsordnung der Republik Kroatien und haben Vorrang vor der innerstaatlichen Gesetzgebung.

### Weitere Mitglieder des Europarats

#### Schweiz
In der Schweiz stellt die EMRK direkt anwendbares Recht dar. Nach der Rechtsprechung des Bundesgerichts hat die EMRK Vorrang vor den Bundesgesetzen und der Bundesverfassung. Ein Konflikt der EMRK mit der schweizerischen Verfassung konnte jedoch bisher weitestgehend vermieden werden, da der Schutzgehalt äquivalent ist (von wirtschaftlichen Grundrechten, die in der EMRK nicht selbstständig verbrieft sind, abgesehen). Staatliche Grundrechte sind von jedem Bürger nicht nur aufgrund von verfassungsmäßigen Rechten einklagbar, sondern ebenso wegen allfälliger Rechte, die jemandem aus der EMRK zustehen. Nach der Rechtsprechung des Bundesgerichts tritt es jedoch auf Feststellungsbegehren, die auf Art. 13 EMRK gestützt werden, nicht ein, sondern verweist die Betroffenen auf den Klageweg.
Die Verfahrensgarantien der EMRK führten in zahlreichen Kantonen zu Anpassungen der kantonalen Strafprozessordnungen. Gewisse Kantone hatten jedoch noch lange Strafprozessordnungen, welche zur EMRK in Widerspruch standen. So war es beispielsweise im Kanton Luzern möglich, dass der gleiche Richter erst die Untersuchungshaft anordnet und danach die Untersuchung gegen den Beschuldigten führt. Mit Inkrafttreten der Schweizerischen Strafprozessordnung am 1. Januar 2011 sind diese Widersprüche jedoch beseitigt.

#### Fürstentum Liechtenstein
Das Fürstentum Liechtenstein ist seit 1978 Mitglied des Europarates und hat die EMRK 1979 ratifiziert. Ausländer und Staatenlose sind den Inländern als Träger der Grund- und Menschenrechte, soweit nicht schon in der Landesverfassung (LV) zuvor verbindlich vorgegeben, nunmehr aus der EMRK heraus gleichgestellt.
Auf Ausländer nicht anwendbar sind jedoch nach wie vor die Vermögenserwerbsfreiheit und die Niederlassungsfreiheit, da diese in Art. 28 Abs. 2 LV explizit den Landesangehörigen vorbehalten ist. Auch nach dem Beitritt Liechtensteins zum Europäischen Wirtschaftsraum (EWR) bestehen diese Einschränkungen hinsichtlich der Niederlassungsfreiheit weitgehend weiter.
Der EMRK wird in Liechtenstein faktisch Verfassungsrang zugestanden.
Der liechtensteinische Staatsgerichtshof (StGH) hat mit der Implementierung der Europäischen Menschenrechtskonvention ab 1982, ähnlich wie in Österreich, zu einer modernen Grundrechtsdogmatik gefunden, die in der Schweiz und Deutschland bereits seit Längerem bestand.

#### Norwegen
In Norwegen sichert das Gesetz in Bezug auf die Stärkung des Status der Menschenrechte im norwegischen Recht vom 21. Mai (Gesetz Nr. 30) 1999, dass die EMRK anderen gesetzlichen Bestimmungen übergeordnet ist.

#### Vereinigtes Königreich
Das Vereinigte Königreich inkorporierte mit dem Human Rights Act 1998 die EMRK in das nationale britische Recht. Im Karfreitagsabkommen verpflichtete sich das Königreich 1998, die Menschenrechtskonvention auch im nordirischen Recht zu verankern.
Im Zuge des Referendums über den Verbleib des Vereinigten Königreichs in der Europäischen Union sprach sich die damalige Innenministerin Theresa May im April 2016 für einen Verbleib aus, zur Reform der Menschenrechte im Vereinigten Königreich sei es aber nötig, sich vom Einfluss der Europäischen Menschenrechtskonvention und dem des Europäischen Gerichtshofs für Menschenrechte zu befreien: „Die Menschenrechtskonvention kann dem Parlament die Hände binden, trägt nichts zu unserem Wohlstand bei, macht unser Land unsicherer durch das Verhindern der Abschiebung gefährlicher, krimineller, ausländischer Staatsbürger und tut nichts um die Einstellung zu Menschenrechten bei Regierungen, wie der Russlands, zu ändern.“
Um potentiell ungerechtfertigte Klagen gegen Angehörige der eigenen Streitkräfte leichter abwehren zu können, kündigte die britische Regierung Anfang Oktober 2016 an, die Europäische Menschenrechtskonvention fallweise nicht mehr anwenden zu wollen. Anstelle der EMRK sollen beim Einsatz der Streitkräfte nur mehr die Genfer Rotkreuz-Konventionen gelten, welche tödliche Gewalt als erste Option gegen feindliche Kämpfer zuließen.
Im Zuge der Brexitverhandlungen wurde im Oktober 2020 bekannt, dass die Verhandlungsführung der Europäischen Union darauf besteht, das Vereinigte Königreich im Gegenzug für ein Handelsabkommen auch nach dem Verlassen der Union weiter der Europäischen Menschenrechtskonvention zu verpflichten.
Die Politische Erklärung zur Festlegung des Rahmens für die künftigen Beziehungen zwischen der Europäischen Union und dem Vereinigten Königreich von 2019 enthält in den einleitenden Bestimmungen als Grundlage der Zusammenarbeit ein Bekenntnis zu gemeinsamen zentralen Werten und Rechten:

„Die Parteien sind sich darin einig, dass die künftigen Beziehungen auf gemeinsamen Werten wie Achtung und Wahrung der Menschenrechte und der Grundfreiheiten, der demokratischen Grundsätze, der Rechtsstaatlichkeit und der Unterstützung der Nichtverbreitung gründen sollten. Die Parteien sind sich darin einig, dass diese Werte eine wesentliche Voraussetzung für die in diesem Rahmen vorgesehene Zusammenarbeit darstellen. Die Parteien bekräftigen ferner ihre Entschlossenheit, einen wirksamen Multilateralismus zu fördern. Die künftigen Beziehungen sollten das fortdauernde Bekenntnis des Vereinigten Königreichs zur Achtung des Rahmens der Europäischen Menschenrechtskonvention (EMRK) einschließen, während die Union und ihre Mitgliedstaaten an die Charta der Grundrechte der Europäischen Union gebunden bleiben, in der die Rechte, wie sie sich insbesondere aus der EMRK ergeben, bekräftigt werden.“

Nach Ansicht des britischen Generalanwalts beim Europäischen Gerichtshofs Anthony Michael Collins sei „die souveräne Entscheidung des Vereinigten Königreichs, aus der EU auszutreten, gleichbedeutend mit einer Ablehnung der der EU zugrunde liegenden Grundsätze. Da das Austrittsabkommen einen Vertrag zwischen der EU und dem Vereinigten Königreich darstelle, um dessen geordneten Austritt aus der EU zu erleichtern, habe die Europäische Union nicht die Möglichkeit gehabt, darauf zu bestehen, dass das Vereinigte Königreich die Grundsätze, auf die die EU gründe, vollständig wahre. Britische Staatsangehörige seien seit dem Austritt des Vereinigten Königreichs aus der Europäischen Union keine Unionsbürger mehr.“ Britische Staatsangehörige haben in der Europäischen Union deshalb kein Wahlrecht mehr nach Art. 20 Abs. 2 lit. b AEUV – weder aktiv noch passiv.
Seit Inkrafttreten des Austrittsabkommens am 30. Januar 2020 ist Großbritannien im Verhältnis zu den EU-Mitgliedstaaten ein Drittland. Der räumliche Geltungsbereich der EMRK hängt jedoch – im Unterschied zur Grundrechtecharta – nicht von einer Mitgliedschaft in der Europäischen Union ab, sondern erstreckt sich auf alle Vertragsstaaten des Europarats, dem Großbritannien nach wie vor angehört. Der Human Rights Act 1998 wurde bisher nicht aufgehoben, ist aber Gegenstand der rechtspolitischen Auseinandersetzung zwischen den Parteien im britischen Parlament.

### Russland
Russland schied im März 2022 während des Kriegs gegen die Ukraine aus dem Europarat und damit auch aus der EMRK aus.
Nach einer Entscheidung des russischen Verfassungsgerichts vom 14. Juli 2015 war die EMRK durch die Ratifikation zwar Bestandteil des Rechtssystems der Russischen Föderation geworden. Ungeachtet der Verbindlichkeit von Entscheidungen des Europäischen Gerichtshofs für Menschenrechte dürften diese jedoch nicht vollstreckt werden, wenn sie „den grundlegenden Verfassungswerten der Russischen Föderation widersprechen“. Im Dezember 2016 verabschiedete die Duma mit einer Mehrheit von 434 zu 3 Stimmen eine Ergänzung des Gesetzes über das Verfassungsgericht, mit der ein spezielles Verfahren zur Überprüfung der Vollstreckbarkeit von Entscheidungen internationaler Organisationen eingeführt wurde. Das Gericht konnte die Vollstreckbarkeit dann verneinen, wenn die Entscheidungen den Grundlagen des staatlichen Aufbaus der Russischen Föderation oder den in der Verfassung niedergelegten Grundrechten widersprachen.

## Beitritt der Europäischen Union
Die Europäische Union (EU) ist der Konvention noch nicht beigetreten, wohl aber haben die Unionsmitgliedstaaten diese ratifiziert. Die Europäische Union wurde durch Art. 6 Abs. 2 des EU-Vertrages zum Abschluss eines solchen Vertrags verpflichtet. Nach Art. 6 Abs. 3 des EU-Vertrages sind die Grund- und Menschenrechte der EMRK bereits jetzt Teil des Unionsrechts: „Die Grundrechte, wie sie in der Europäischen Konvention zum Schutz der Menschenrechte und Grundfreiheiten gewährleistet sind und wie sie sich aus den gemeinsamen Verfassungsüberlieferungen der Mitgliedstaaten ergeben, sind als allgemeine Grundsätze Teil des Unionsrechts.“
Seit der Bosphorus-Entscheidung behält sich der EGMR gleichwohl vor, jeden einzelnen Rechtsakt der Union in Bezug auf die Europäische Menschenrechtskonvention zu prüfen:

“156. If such equivalent protection is considered to be provided by the organisation, the presumption will be that a State has not departed from the requirements of the Convention when it does no more than implement legal obligations flowing from its membership of the organisation. However, any such presumption can be rebutted if, in the circumstances of a particular case, it is considered that the protection of Convention rights was manifestly deficient. In such cases, the interest of international co-operation would be outweighed by the Convention’s role as a “constitutional instrument of European public order” in the field of human rights (Loizidou v. Turkey (preliminary objections), judgment of 23 March 1995, Series A no. 310, § 75).”

Die Voraussetzungen zum Beitritt der EU zur EMRK wurden bereits mit dem 14. Protokoll zur EMRK im Jahr 2004 geschaffen. Seit Inkrafttreten dieses Protokolls am 1. Juni 2010 ist somit ein Beitritt der EU zur EMRK möglich. In einer Pressemitteilung vom 17. März 2010 schlug die Europäische Kommission sog. Verhandlungsrichtlinien für den Beitritt zur EMRK vor.
Am 5. April 2013 legten die Verhandlungsführer der EU einen Entwurf einer Vereinbarung für den Beitritt zur EMRK vor. Als weitere Schritte war vorgesehen, dass der Gerichtshof der Europäischen Union (EuGH) zum Entwurf Stellung nimmt, dass darauf folgend die EU-Mitgliedstaaten der Vereinbarung einstimmig zustimmen, und dass das Europäische Parlament mit Zweidrittelmehrheit die Vereinbarung unterstützt. Abschließend hätten die Parlamente der Mitgliedstaaten des Europarats den Vertrag ratifizieren müssen.
In einem am 18. Dezember 2014 publizierten Gutachten hat der EuGH als Plenum jedoch den Übereinkommensentwurf als nicht mit Art. 6 Abs. 2 EUV und dem entsprechenden Protokoll Nr. 8 vereinbar gesehen (Gutachten 2/13 „EMRK nach Lissabon“). Als Gründe führte er die fehlende Abstimmung von Art. 53 EMRK (keine Beschränkung der gesetzlichen Menschenrechte der Vertragsparteien) und Art. 53 Grundrechtecharta (keine Einschränkung auf anderer Ebene normierter Menschenrechte), das problematische Verhältnis der Regel 18 des Entwurfs und dem Vorabentscheidungsverfahren nach Art. 267 AEUV sowie eine mögliche Beeinträchtigung von Art. 344 AEUV (Streitigkeiten zwischen den Mitgliedstaaten der EU). Damit war das Beitrittsverfahren zum Stillstand gekommen.

## Entstehungsgeschichte
Die Europäische Menschenrechtskonvention wurde in zweieinhalb Jahre kurzer Zeit geschaffen. Vom ersten Lautwerden einer Forderung am 7. Mai 1948 beim Haager Europa-Kongress, über die Arbeiten im Rat der Europäischen Bewegung oder im internationalen Rechtsausschuss und vor allem der intensiven Auseinandersetzung mit der Konvention im Europarat, bis hin zu ihrer Unterzeichnung durch die Vertragsstaaten am 4. November 1950 vergingen gerade einmal zweieinhalb Jahre.

### Einfluss der Vereinten Nationen
Der Einfluss der Allgemeinen Erklärung der Menschenrechte (AEMR), den sie nicht nur materiell-rechtlich, sondern auch in Bezug auf die Motivation, eine europäische Grundrechtscharta zu schaffen, hatte, ist unstrittig. Das kommt bereits in der Präambel des Abkommens deutlich zum Ausdruck („… in Anbetracht der Allgemeinen Erklärung der Menschenrechte …“). Man wollte auf (anfänglich west-)europäischer Ebene erreichen, was den Vereinten Nationen mit ihrer Erklärung 1948 (AEMR), aufgrund der Gegensätze zwischen Ost und West international nicht gelungen war. Eine allgemein anerkannte Erklärung, die nicht bloßen Empfehlungscharakter besitzen, sondern die Vertragsstaaten zur Unterordnung verpflichten sollte.

### Beitrag der Europäischen Einigungsbewegung
Als erster Anstoß zum Beginn der europäischen Einigungspolitik gilt allgemein die Rede von Winston Churchill, die er am 19. September 1946 an der Universität Zürich hielt. Er plädierte in dieser Rede für die Schaffung einer Einrichtung, die „vielleicht die Vereinigten Staaten von Europa heißen wird“. Am 14. Mai 1947 wurde mit Unterstützung von Churchill die Europäische Einigungsbewegung gegründet.
Von 7. bis 10. Mai 1948 tagte der Europakongress als Manifestation der europäischen Einigungsbewegung in Den Haag. Etwa 700 Politiker aus fast allen europäischen Ländern forderten auf dem Kongress die politische Einheit Europas. Es wurden die Schaffung des Europarates und eine europäische Menschenrechtskonvention gefordert, die als Grundlagen einer künftigen Gemeinschaft dienen sollten. Nur solche Staaten sollten dem geplanten Bündnis beitreten, die bereit waren, diese Menschenrechtskonvention zu unterzeichnen. In drei Ausschüssen des Kongresses, dem politischen, dem wirtschaftlich-sozialen und dem kulturellen, wurde das Ziel der Bewegung diskutiert. Es sollten vor allem die Meinungs- und Versammlungsfreiheit sowie das Recht auf eine politische Opposition im Vordergrund stehen. Der Kulturausschuss forderte etwa einen europäischen Gerichtshof, der nicht nur Staaten, sondern auch Einzelnen und Gruppen offenstehen sollte. So wurden schon im Europakongress viele der für den Grundrechtsschutz auf europäischer Ebene wesentlichen Organe, wie sie zum Teil noch heute vorhanden sind, proklamiert. Jedoch hat es der Europakongress nicht bei diesen Proklamationen bewenden lassen; er setzte eine Kommission ein, die mit der Aufgabe betraut wurde, eine Menschenrechtskonvention zu entwerfen.
Die vom Europakongress einberufene Kommission legte dem Rat der Europäischen Bewegung einen Bericht vor, auf dessen Grundlage die Konferenz eine Empfehlung beschloss, welche die angestrebten Ziele bereits näher bestimmte. Da im Dezember 1948 die AEMR von den Vereinten Nationen verabschiedet worden war, bezog sich der Beschluss der Konferenz auf diese Charta mit der Bemerkung, dass viele der dort aufgezählten Rechte nicht nur eines Schutzes bedürfen, sondern auch schutzfähig seien. Ob diese Rechte aus der AEMR unverändert übernommen werden sollten oder nicht, ließ der Beschluss jedoch noch offen. Fest stand zumindest, dass die Konvention als juristische Entscheidungsgrundlage des geplanten Gerichts geschaffen werden sollte. Dessen Kompetenzen waren auf der Konferenz bereits weitgehend ausgearbeitet worden. Der Gerichtshof sollte als ständiger Gerichtshof nach Erschöpfung des innerstaatlichen Instanzenzuges zuständig sein und über Individualbeschwerde oder Staatenbeschwerde angerufen werden können. Im Fall einer Konventionsverletzung sollte der Gerichtshof Entschädigungen zusprechen und die inkriminierte Handlung für nichtig erklären können. Als weiteres Organ des Europarats war eine Kommission als Schlichtungs- und Sichtungsstelle für den Gerichtshof geplant, mit der Kompetenz, Empfehlungen auszusprechen. Die Vollstreckung der Urteile und Empfehlungen sollte dem Europarat obliegen.
Auf der Grundlage des Beschlusses der Konferenz in Brüssel erarbeitete ein internationaler Rechtsausschuss, unter dem Vorsitz des ehemaligen französischen Justizministers Pierre-Henri Teitgen und der Berichterstattung von Sir David Maxwell Fyfe, einen Entwurf der Konvention mit materiell-rechtlichen Bestimmungen und einer Verfahrensordnung. Dieser erste Entwurf beschränkte sich noch darauf, die zu garantierenden Menschenrechte aufzuzählen, ohne sie zu definieren. Diese Aufgabe sollte einem späteren Zusatzabkommen überlassen werden. Bis dieses geschaffen war, sollte die Konvention nach Teitgen und Fyfe die Vertragsstaaten nur dazu verpflichten, die aufgezählten Menschenrechte weiter in dem Umfang zu garantieren, in dem sie zur Zeit der Unterzeichnung des Abkommens in dem Vertragsstaat bereits geschützt waren. Noch immer sollten Einzelpersonen Zugang zum Gerichtshof haben, allerdings nur noch mit Zustimmung der Kommission, die ohne Angabe von Gründen sollte verweigert werden können. Der Konventionsentwurf wurde dem vorläufigen Ministerkomitee des Europarats am 12. Juni 1949 vorgelegt.

### Arbeiten im Europarat
Der Beitrag der Europäischen Einigungsbewegung war zwar bedeutend für die Entstehung der Konvention, aber der überwiegende Anteil der Arbeit geschah im Rahmen des Europarats.
Auf Antrag von Winston Churchill beschloss die Beratende Versammlung (BV) des Europarats am 13. August 1949, die Genehmigung des Ministerkomitees (MK) zur Beratung des MRK-Entwurfs einzuholen; die erste Beratung im Plenum fand am 19. August 1949 statt. Nach dem Wunsch des Präsidenten des Ministerkomitees sollte die BV in ihrer Arbeit besonderes Gewicht auf die Definition der Grundrechte legen. Teitgen und Fyfe bestanden jedoch auf ihrer Idee, zuerst den geltenden Bestand der national gewährten Grundrechte international zu schützen. Die anschließende Diskussion blieb sehr stark in der politischen Allgemeinheit. Der Vorschlag, sich mit einer kollektiven Garantie des Status quo zu begnügen, fand jedoch keine allgemeine Zustimmung und das Plenum beschloss, zur weiteren Arbeit einen Rechtsausschuss zu bilden.
Der im Rahmen der BV geforderte Rechtsausschuss trat zum ersten Mal am 22. August 1949 zusammen. Zwar tat der Ausschuss einerseits einen Schritt nach vorn; er folgte dem Wunsch des Präsidenten des Ministerkomitees und beschäftigte sich mit der Definition der Menschenrechte, allerdings nur insoweit, als zur bereits vorhandenen Aufzählung eine Bezugnahme auf die entsprechenden Artikel der AEMR hinzugefügt wurde. Andererseits tat er aber einen Schritt zurück, indem er die einzelnen Vertragsstaaten als kompetent erklärte, die Definition und die Umsetzung der einzelnen Rechte auf ihrem Gebiet selbst zu regeln. Der Entwurf war also weder mit dem bereits vom Europakongress geforderten Gerichtshof, für dessen Rechtsprechung es eine Definition der Rechte als Basis geben musste, noch mit dem Grundgedanken der Europäischen Bewegung vereinbar, nämlich den Staaten die Handhabung der Menschenrechte nicht länger selbst zu überlassen, sondern deren Schutz zu internationalisieren. Als Begründung für den Verzicht auf eine Kodifikation führte Teitgen an, dass ein solches Vorhaben nicht zu improvisieren wäre, sondern Ergebnis einer vieljährigen Rechtsübung sein müsse. Der Ausschuss beendete seine beratende Tätigkeit nach 14 Sitzungen am 5. September 1949 und Teitgen legte dessen Ergebnisse, die sich nur unwesentlich von den im Brüsseler Kongress formulierten Zielen unterschieden, in einem Bericht dem Plenum der Beratenden Versammlung vor.
Am 7. und 8. September 1949 wurde der Teitgen-Bericht im Plenum der Beratenden Versammlung diskutiert. Zwar wurden vereinzelt Befürchtungen geäußert, dieses System der Anwendung des jeweiligen nationalen Rechts durch den Gerichtshof, mit einer vagen international-rechtlichen Grenze, mache die ganze Garantie illusorisch, Teitgen setzte sich jedoch durch, unterstützt von anderen Abgeordneten, die ebenfalls rasch ein Ergebnis erzielen wollten.
Ein heftig umstrittener Punkt war die Frage des zu wählenden Rechtsschutzsystems (also ob die Grundrechte definiert werden sollten oder nicht) und der Aktivlegitimation vor dem Gerichtshof. Teitgen und Maxwell Fyfe, die sowohl die Individualbeschwerde als auch den neuen Gerichtshof befürworteten, setzten sich durch. Ein weiterer heftig umstrittener Punkt betraf einige Grundrechte. Neun der nun zwölf Grundrechte des Teitgen-Berichts wurden ohne Kommentar vom Plenum angenommen, das Elternrecht (bzgl. des Bildungsrechts) sowie die Garantie des Eigentums wurden aber nach lebhaften Debatten zurückgewiesen. In dieser gekürzten Fassung ging der Bericht mit der Empfehlung, ehestmöglich einen Konventionsentwurf aufzustellen, am 9. September 1949 an das Ministerkomitee.
Nachdem das Ministerkomitee den Entwurf an verschiedene Gremien und Ausschüsse überwiesen hatte, wurde die Konvention am 3. November 1950 aufgelegt. Die in den Verhandlungen geforderten Rechte auf Eigentum, auf freie Wahlen und Bildung verwarf das Ministerkomitee. Stattdessen betraute es einen Ausschuss, Zusatzprotokolle auszuarbeiten.

### Unterzeichnung und Ratifikation

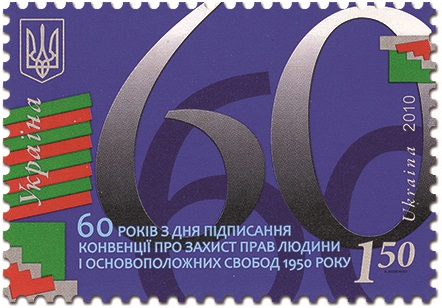
Ukrainische Briefmarke zum 60-jährigen Bestehen der Konvention

Die EMRK ist der fünfte völkerrechtliche Vertrag, der vom Europarat geschlossen wurde. Er wurde am 4. November 1950 in Rom von Belgien, Dänemark, der Bundesrepublik Deutschland, Frankreich, Irland, Island, Italien, Luxemburg, Niederlande, Norwegen, Türkei und dem Vereinigten Königreich unterzeichnet. Griechenland und Schweden unterzeichneten die Konvention ebenfalls. Dies geschah am 28. November 1950 in Paris.
Gemäß Art. 59 Abs. 2 der EMRK waren für das Inkrafttreten des Übereinkommens 10 von 14 Ratifikationen (zwei Drittel) und die Hinterlegung der jeweiligen Ratifikationsurkunden beim Generalsekretär des Europarats notwendig. Bedenkt man, dass der Konventionsplan von jenen politischen Gruppen getragen wurde, die in den nationalen Parlamenten über eine starke Mehrheit verfügten, erscheinen die beinahe drei Jahre, bis die nötige Zahl der Signatarstaaten die Konvention ratifiziert hatten, eher lang:
Als erster Vertragsstaat ratifizierte das Vereinigte Königreich die EMRK am 8. März 1951.
Norwegen folgte am 15. Januar 1952 und Schweden, das die Konvention erst am 28. November 1950 unterzeichnet hatte, am 4. Februar 1952.
Die Bundesrepublik Deutschland ratifizierte die EMRK am 5. Dezember 1952.
Die Saar – vom 30. März 1950 bis zum 31. Dezember 1956 assoziiertes Mitglied des Europarates – folgte am 14. Januar 1953.
Irland nahm die Ratifikation der EMRK am 25. Februar 1953 vor.
Griechenland schloss sich der EMRK durch ihre Ratifizierung erstmals am 28. März 1953 an (Austritt am 31. Dezember 1970 aus dem Europarat, um einem Ausschluss wegen Konventionsverstößen [vgl. Obristenregime] zuvorzukommen; EMRK innerstaatlich am 13. Juni 1970 außer Kraft gesetzt; Wiederaufnahme in den Europarat und Wiederinkraftsetzen der EMRK am 28. November 1974).
Dänemark nahm die Ratifikation der EMRK am 14. April 1953 und Island am 29. Juni 1953 vor.
Mit Luxemburg, das die Konvention am 3. September 1953 unterzeichnete, war das Erfordernis der zehn Ratifikationen erfüllt und die EMRK trat mit demselben Tag allgemein in Kraft.
Österreich ist seit dem 16. April 1956 Mitglied des Europarats und unterzeichnete die EMRK am 13. Dezember 1957, gemeinsam mit dem Zusatzprotokoll. Innerstaatlich trat die Konvention am 3. September 1958 in Kraft, also am 5. Jahrestag des generellen Inkrafttretens der EMRK. Außerdem hat Österreich die EMRK in seinen Verfassungsbestand aufgenommen.
Die Schweiz ratifizierte die Konvention 1974.
Fast alle allgemein anerkannten europäischen Staaten hatten die EMRK unterzeichnet und ratifiziert (Ausnahme: Belarus und der – in seinen zwischenstaatlichen Beziehungen vom Heiligen Stuhl vertretene – Vatikan; diese Staaten sind keine Mitglieder des Europarats). Russland trat im März 2022 aus dem Europarat und damit auch aus der EMRK aus (vgl. oben).

## Weiterentwicklung durch Zusatzprotokolle

### Protokolle mit materiellrechtlichen Bestimmungen
Die durch die Konvention gewährleisteten Grundrechte stellten (und stellen) keinen vollständigen Katalog dar. Während die Fragen nach dem Gewährleistungssystem, die Einzelabgrenzung und die Form des Rechtsschutzes im Laufe der Arbeiten an der Konvention einem Wandel unterworfen waren, ist die Auswahl der Rechte von der ersten Liste der Europäischen Bewegung bis zur Fertigstellung der Konvention verhältnismäßig konstant geblieben. Dies lässt sich mit dem Charakter der klassisch-liberalen Grundrechte erklären, da nur diese, im Gegensatz zu den wirtschaftlich-sozialen Grundrechten, als justiziabel angesehen wurden. Es wurde immer wieder betont, dass diese Auswahl keine Ausscheidung oder Wertung bedeute, sondern dass nur ein erster Schritt getan werde, dem weitere folgen sollten. Sechs der bislang vierzehn Protokolle setzten solche Schritte und ergänzten die Konvention um neue Grundrechte. In dieser Entwicklung erkennt man deutlich das Spannungsverhältnis zwischen den zwei grundsätzlichen Positionen innerhalb der EMRK: Auf der einen Seite jene, die mithilfe der Konvention soziale und wirtschaftliche Rechte sichern möchten, und auf der anderen Seite jene, die dadurch ein Aufweichen der Schutzinstrumente der Konvention fürchten.

#### 1. Protokoll vom 20. März 1952
Die Konvention war zwar beschlossen, aber noch nicht in Kraft getreten, als man im Europarat bereits die Garantie der umstrittenen Grundrechte in Angriff nahm. Da die BV keine Einigung in den strittigen Punkten – Garantie des Eigentums, Elternrecht in Bezug auf das Bildungsrecht, Recht auf freie Wahlen – erzielt hatte, setzte deren Rechts- und Verwaltungsausschuss einen Unterausschuss ein, der mit der Ausgestaltung der drei Rechte betraut wurde. Sowohl der Rechtsausschuss als auch das Plenum der BV akzeptierten in der Folge dessen Ergebnisse. Nachdem das Plenum der BV sich die Vorschläge ebenfalls zu eigen gemacht hatte, wurden sie vom Ministerkomitee in die endgültige Fassung des Zusatzprotokolls aufgenommen.
Das Zusatzprotokoll fügte den nach der Konvention bereits geschützten Grundrechten nun das Recht auf Achtung des Eigentums (Art. 1), das Recht auf Bildung (Art. 2) und das Recht auf freie und geheime Wahlen (Art. 3) neu hinzu. Es wurde am 20. März 1952 in Paris zur Unterzeichnung aufgelegt und trat am 18. Mai 1954 allgemein in Kraft. Die Schweiz hat es bisher nur unterzeichnet, Deutschland und Österreich (1958) hingegen auch ratifiziert.

#### 4. Protokoll vom 16. September 1963
Das Protokoll untersagt zum einen die Freiheitsentziehung wegen Schulden zur Vollstreckung vertraglicher Verpflichtungen (Art. 1), garantiert die innerstaatliche Freizügigkeit, indem es das Recht zum Verlassen jedes Landes (Art. 2, Abs. 2), zum Betreten des eigenen Landes (Art. 3, Abs. 2) und das Verbot der Ausweisung aus dem eigenen Lande (Art. 3, Abs. 1) statuiert. Außerdem verbietet es Kollektivausweisungen von Ausländern (Art. 4). Die von der BV geforderten, darüber hinausreichenden Grundrechte wurden aus Furcht, damit der Akzeptanz der Konvention zu schaden, gestrichen.
Das Protokoll wurde vom Ministerkomitee am 16. September 1963 in Straßburg zur Unterzeichnung aufgelegt und trat am 2. Mai 1968 allgemein in Kraft. Deutschland und Österreich (1969) haben es unterzeichnet und ratifiziert, die Schweiz hingegen hat es bisher nicht unterzeichnet.

#### 6. Protokoll vom 28. April 1983
Zwar enthielt bereits die Stammkonvention der EMRK 1950 das Recht auf Leben, jedoch legte die Formulierung des Artikels Ausnahmen zur Verhängung der Todesstrafe fest. Das 6. Zusatzprotokoll hielt nur die Abschaffung der Todesstrafe in Friedenszeiten fest; für Taten, die in Kriegszeiten oder in unmittelbarer Kriegsgefahr begangen wurden, konnte weiterhin die Todesstrafe verhängt werden. Das Protokoll stellte weltweit den ersten rechtlich bindenden völkerrechtlichen Vertrag zur Abschaffung der Todesstrafe dar.
Das Ministerkomitee beschloss das Protokoll auf seiner Sitzung am 10. Dezember 1982 und legte es am 28. April 1983 zur Unterzeichnung auf. Das Protokoll trat allgemein am 1. März 1985 in Kraft. Österreich ratifizierte es 1985. Von den Mitgliedstaaten des Europarats ratifizierte nur Russland das Protokoll nicht und trat im März 2022 aus dem Europarat und der EMRK aus (vgl. oben).

#### 7. Protokoll vom 22. November 1984
Am 16. Dezember 1966 beschloss die Generalversammlung der UN den Internationalen Pakt über wirtschaftliche, soziale und kulturelle Rechte. Bald wurde man sich im Europarat bewusst, dass Probleme aus der Koexistenz beider Verträge entstehen könnten. Das 7. Protokoll gewährt das Recht auf verfahrensrechtliche Schutzvorschriften im Fall der Ausweisung eines Ausländers aus dem Hoheitsgebiet eines Staates, das Recht eines Verurteilten auf Nachprüfung des Urteils oder der Strafe durch ein übergeordnetes Gericht, das Recht auf Entschädigung bei Fehlurteilen und den allgemeinen Rechtsgrundsatz des „ne bis in idem“. Außerdem postuliert es gleiche Rechte und Pflichten für Ehegatten. Das Protokoll wurde am 22. November 1984 in Straßburg zur Unterzeichnung aufgelegt und trat am 1. November 1988 in Kraft. Österreich und die Schweiz haben ratifiziert, Deutschland hat es bisher nur unterzeichnet.

#### 12. Protokoll vom 4. November 2000
Die Grundlage der Menschenrechte, wie wir sie heute verstehen, ist die Gleichheit aller. Bestimmungen darüber finden sich in der AEMR, dem Internationalen Pakt über wirtschaftliche, soziale und kulturelle Grundrechte und vielen anderen internationalen Verträgen, welche die Menschenrechte zum Inhalt haben. In der EMRK wird diese Bestimmung in Art. 14 getroffen. Verglichen mit anderen völkerrechtlichen Verträgen war die Anwendungsmöglichkeit dieses Artikels jedoch begrenzt, denn im Unterschied zu entsprechenden Bestimmungen anderer Verträge hatte er kein grundsätzliches Diskriminierungsverbot enthalten, sondern lediglich ein Verbot der Diskriminierung im Kontext der von der Konvention gewährten Grundrechte (vgl. Diskriminierungsverbot).
Das neue Protokoll hob die bisherige Beschränkung auf und legte fest, dass niemand, unter keinerlei Vorwand, von einer öffentlichen Behörde diskriminiert werden dürfe. Das Ministerkomitee beschloss das Protokoll auf seiner 715. Sitzung am 26. Juni 2000 und legte es am 4. November 2000 in Rom zur Unterzeichnung auf. Es trat am 1. April 2005 allgemein in Kraft. Deutschland, Liechtenstein und Österreich haben es unterzeichnet, aber bisher noch nicht ratifiziert. Die Schweiz hat es bisher nicht unterzeichnet.

#### 13. Protokoll vom 3. Mai 2002
Das Protokoll geht einen Schritt weiter als Protokoll Nr. 6 und untersagt die Todesstrafe in allen Fällen, auch bei Straftaten, die zu Kriegszeiten oder bei drohender Kriegsgefahr begangen wurden. Hinsichtlich des Protokolls sind, wie auch schon in Protokoll Nr. 6, keinerlei Abweichungen oder Vorbehalte erlaubt. Das Protokoll wurde am 3. Mai 2002 in Vilnius zur Unterzeichnung aufgelegt und trat am 1. Juli 2003 in Kraft. Österreich ratifizierte es 2005. Aserbaidschan, aber noch nicht ratifiziert.

### Protokolle mit verfahrensrechtlichen Bestimmungen
In der geschichtlichen Fortbildung der Konvention lassen sich besonders zwei Entwicklungsstränge verfolgen. Der eine davon betrifft die Erweiterung der Konvention um neue Signatarstaaten und die damit einhergehende stetig wachsende Arbeitsbelastung, welche es mehrmals nötig machte, das Beschwerdesystem zu reformieren. Der andere betrifft das Recht des Individuums, sich direkt an den EGMR zu wenden. Denn von den Organen, welche die EMRK vorsah, sollte anfangs die Europäische Kommission für Menschenrechte (EKMR) für Individualbeschwerden zuständig sein. Diese hatte jedoch keine rechtsprechende Funktion, sondern war ausschließlich als Untersuchungs- und Vermittlungsorgan konzipiert. An den EGMR direkt konnten sich nur die Kommission und die Signatarstaaten wenden. Der Einzelne musste mit seinem Individualbeschwerderecht den Umweg über die EKMR nehmen.
Bald entschied man sich dazu, die Stellung des EGMR zu verbessern, und es wurde eine erste Reform des Kontrollsystems nötig. Die Zahl der Signatarstaaten nahm dabei mit der Zeit beständig zu. Die EMRK erfreute sich im damaligen Europa bereits wachsender Akzeptanz. Wegen der vor allem in den alten Mitgliedstaaten wachsenden Bekanntheit und Beliebtheit der Individualbeschwerde und der zusätzlichen Beschwerden aus den jüngeren Vertragsstaaten konnte die anfallende Arbeit von den Organen nur mehr schleppend erledigt werden. Eine Reform des Beschwerdesystems brachte für einige Zeit Abhilfe. Damit die Kontrollorgane schneller zu Entscheidungen gelangen konnten, beschloss man auch die bis dahin nötige Zweidrittelmehrheit durch eine einfache Mehrheit zu ersetzen. In den Neunzigerjahren des vorigen Jahrhunderts erkannte man, dass die getätigten Reformen nicht ausreichen würden. Das Beschwerdesystem wurde neuerlich, diesmal grundlegend reformiert und gleichzeitig – hier laufen die beiden Entwicklungen zusammen – ein echtes Individualbeschwerderecht vor dem EGMR geschaffen.

#### Zusatzprotokolle Protokolle 2, 3, 5, 8, 9
Seit dem Inkrafttreten des 11. Protokolls am 1. November 1998 sind die Protokolle 2, 3, 5, 8 und 9 gegenstandslos.

#### 10. Protokoll vom 25. März 1992
Bisher mussten Entscheidungen der jeweiligen Kontrollorgane der EMRK, also Kommission, Gerichtshof und Ministerkomitee, mit Zweidrittelmehrheit beschlossen werden. In manchen Fällen führte dies zu dem Problem, dass gar keine Entscheidung getroffen werden konnte. Das 10. Protokoll setzte nun die erwähnte Zweidrittelmehrheit auf einfache Mehrheit für den Fall herab, dass das Ministerkomitee zur Beschlussfassung über einen Konventionsverstoß herangezogen wurde, der nicht an den EGMR weitergegeben wurde. Das Protokoll wurde am 25. März 1992 in Straßburg zur Unterzeichnung aufgelegt, trat in der Folge aber nicht mehr in Kraft.

#### 11. Protokoll vom 11. Mai 1994
Obwohl sich die Produktivität der EKMR beständig verbesserte, konnte die Kommission nicht mit der ebenfalls wachsenden Anzahl an eingebrachten Beschwerden mithalten. Die durchschnittliche Verfahrensdauer vor dem EGMR betrug 1993 fünf Jahre und acht Monate; neben der wachsenden Anzahl an Verfahren war dies vor allem durch die Zunahme komplexer Streitverfahren bedingt.
Ein Reformvorschlag, der nun erforderlich erschien, war bereits während der Ausarbeitung des 8. Protokolls diskutiert worden, nämlich die Zusammenlegung von Gerichtshof und Kommission. Zwar wurde diese Idee innerhalb des DH-PR bzw. des CDDH seither immer wieder beleuchtet, fand aber lange Zeit keine Mehrheit. Dies änderte sich 1990 mit dem Zusammenfall des Ostblocks. Man erwartete den Beitritt neuer Reformstaaten, wodurch eine Neuerung des Kontrollmechanismus zum Schutz der Grundrechte vordringlich erschien.  In der Folge kristallisierten sich zwei Reformmodelle heraus; einerseits das sog. „Single Court“-Modell, das, u. a. von Österreich unterstützt, den Gerichtshof als einziges Kontrollorgan vorsah, und andererseits das Niederländisch-Schwedische Modell, das sich aber nicht durchsetzen konnte.
Das 11. Protokoll erneuerte den Rechtsschutz innerhalb der EMRK völlig. Seither wird die Rechtsprechung innerhalb der Konvention nur noch durch den EGMR, als neuen ständigen Gerichtshof, gewährleistet. Die eingebrachte Individualbeschwerde wird nur noch der Vorprüfung eines Richterausschusses des EGMR unterzogen, um offensichtlich unzulässige Beschwerden auszusondern. Die Richter üben ihre Funktion nunmehr hauptberuflich und ganzjährig aus. Seit dem Inkrafttreten des Protokolls ist die Gerichtsbarkeit des EGMR für alle Signatarstaaten obligatorisch. Das Protokoll wurde am 11. Mai 1994 in Straßburg zur Unterzeichnung aufgelegt und trat am 1. November 1998 allgemein in Kraft. Es wurde von allen Mitgliedstaaten unterzeichnet und ratifiziert.

#### 14. Protokoll vom 13. Mai 2004
Obwohl 1998 das 11. Protokoll in Kraft getreten war, kamen seit der Jahrtausendwende alarmierende Signale von Vertretern des EGMR. Dies lässt sich u. a. darauf zurückführen, dass die „Filterfunktion“, die ehemals der EKMR zukam, nun auf den EGMR übergegangen war, womit aber ein wesentliches Quantum der Arbeitszeit der Richter des EGMR mit der Zulässigkeitsprüfung der Beschwerden gebunden war.
Das 14. Protokoll sah vor, dass die EU nunmehr beitreten konnten. Eine weitere Neuerung stellt die Einführung eines neuen Unzulässigkeitstatbestandes dar, um in noch größerem Ausmaß als bisher Individualbeschwerden a limine zurückzuweisen. Die Einführung von Einzelrichter-Entscheidungen soll einerseits die Verfahrensdauer reduzieren und andererseits die Bewältigung aller Beschwerden sichern.
Damit das Protokoll in Kraft treten konnte, mussten es alle Vertragsparteien ratifizieren (Art. 19 des Protokolls). Mit Beschluss vom 15. Januar 2010 stimmte die Staatsduma Russlands mit 392 von 450 Stimmen der Ratifizierung zu. Am 18. Februar 2010 wurde schließlich die russische Ratifikationsurkunde beim Generalsekretär des Europarats hinterlegt. Damit trat das 14. Protokoll am 1. Juni 2010 in Kraft.

#### (Behelfs-)Protokoll 14bisvom 27. Mai 2009
Um den Gerichtshof zu entlasten, bis das Protokoll Nr. 14 in Kraft trat, wurde das Protokoll Nr. 14bis aufgelegt. Es setzte für die es ratifizierenden Staaten zwei verfahrensrechtliche Bestimmungen des Protokolls Nr. 14 um:
- Ein einziger Richter kann eindeutig unzulässige Beschwerden abweisen (bisher erfolgte dies durch einen Ausschuss von drei Richtern).
- Ausschüsse mit drei Richtern können Beschwerden für zulässig erklären und in offensichtlich begründeten Fällen und Wiederholungsfällen über die Begründetheit entscheiden, wenn bereits eine gefestigte Rechtsprechung des Gerichtshofes vorliegt (bisher erfolgte dies durch eine Kammer mit sieben Richtern).

Die Bestimmungen des Protokolls Nr. 14bis galten nur für Verfahren aus denjenigen Staaten, für die das Protokoll in Kraft getreten war. Das Protokoll 14bis trat nach Artikel 9 des Protokolls am Tag des Inkrafttretens des Protokolls 14, somit am 1. Juni 2010, außer Kraft.

#### 15. Protokoll vom 24. Juni 2013
Das fünfzehnte Protokoll hat wiederum das Ziel, die Verfahrenseffizienz zu steigern. Folgende Regelungen wurden eingeführt:
- Das Subsidiaritätsprinzip wird deutlich herausgehoben. Beschwerden müssen daher auf nationaler Ebene zunächst erfolglos durchgefochten werden.
- Die Beschwerde muss innerhalb von vier (früher: sechs) Monaten nach der letztinstanzlichen nationalstaatlichen Entscheidung erhoben werden.
- Das Merkmal „beträchtlicher Nachteil“ (gemeint ist die Opfereigenschaft) wurde neu gefasst.
- Gegen die Zuweisung der Rechtssache an die Große Kammer durch eine Kammer kann kein Einspruch mehr erhoben werden.
- Das Höchstalter der Richter wird neu gefasst: Kandidaten dürfen am Tag der Übermittlung der Liste an die Parlamentarische Versammlung das 65. Lebensjahr noch nicht vollendet haben.

Das Protokoll trat am 1. August 2021 in Kraft.

#### 16. Protokoll vom 2. Oktober 2013
Mit dem 16. Protokoll wird den obersten Gerichten der Vertragsparteien das Recht eingeräumt, beim Europäischen Gerichtshof für Menschenrechte um ein Rechtsgutachten zur Auslegung oder Anwendung der EMRK und ihrer Protokolle nachzusuchen. Das Protokoll trat am 1. August 2018 in Kraft, nachdem es von zehn Signatarstaaten (Albanien, Armenien, Estland, Finnland, Frankreich, Georgien, Litauen, San Marino, Slowenien und der Ukraine) ratifiziert worden war. Die Schweiz, Deutschland und Österreich haben es nicht ratifiziert.